# Lighthouse Point
Lighthouse Point est une ville américaine située dans le comté de Broward en Floride.

## Démographie
| 1960  | 1970  | 1980   | 1990   | 2000   | 2010   |
| ----- | ----- | ------ | ------ | ------ | ------ |
| 2 453 | 9 071 | 11 488 | 10 378 | 10 767 | 10 344 |

Selon le recensement de 2010, Lighthouse Point compte 10 344 habitants. La municipalité s'étend sur 2,39 milles carrés (6,19 km2).